# Budapesti 2. sz. országgyűlési egyéni választókerület
A budapesti 2. sz. országgyűlési egyéni választókerület egyike annak a 106 választókerületnek, amelyre a 2011. évi CCIII. törvény Magyarország területét felosztja, és amelyben a választópolgárok egy-egy országgyűlési képviselőt választhatnak. A választókerület nevének szabványos rövidítése: Budapest 02. OEVK. Székhelye: Budapest XI. kerülete 

## Területe
A választókerületet az alábbiak szerint határozza meg a törvény:
A XI. kerület választókerülethez tartozó részének határa: A Duna középvonalától merőlegesen halad a Citadella csúcsáig, a Szirtes útig, innen a Szirtes úton a Számadó utcáig, ezen a Gyula utcáig, a Gyula utcán, majd a Mihály utcán a Somlói útig, a Somlói úton és az Alsóhegy utcán az Avar utcáig, az Avar utcán a Hegyalja útig, a Hegyalja úton a Meredek utcáig, a Meredek utcán és a Fátra tér északkeleti oldalán végig halad vissza a Hegyalja útig, a Hegyalja úton a Németvölgyi útig, innen a XII. kerület régi határvonalán a Németvölgyi úton, az Érdi úton, a Törökbálinti úton az Irhás árokig, az Irhás árokban a Kakukkhegyi útig, a Kakukkhegyi úton a Kakukkhegyi erdősorig, a Kakukkhegyi erdősoron tovább mindenütt a régi határvonalat követve Budaörs határáig, innen a Felső határúton a régi fővárosi határvonalon halad a budaörsi irányba haladó MÁV vasútvonalig, a MÁV vasútvonalon a Kelenföldi pályaudvarig, a Kelenföldi pályaudvartól az Etele tér északi oldalán halad az Etele út páratlan házszámozású oldalán a Tétényi útig, majd az Etele út középvonalán a Petzvál József utcáig, a Petzvál József utca páratlan házszámozású oldalán a Mérnök utcáig, a Mérnök utca páros házszámozású oldalán a Mohai útig, a Mohai út páratlan házszámozású oldalán a Sárbogárdi útig, majd a MÁV vasútvonal vonalán keleti irányban haladva (a Sárbogárdi és Dombóvári úttal párhuzamosan) az Összekötő vasúti híd és a Duna középvonalának metszéspontjáig, a Duna középvonalától északi irányba a kiindulási pontig körbezárt terület.

## Országgyűlési képviselője
| Név                 | Párt                                         | Párt        | Terminus    | Megjegyzés                                   |
| ------------------- | -------------------------------------------- | ----------- | ----------- | -------------------------------------------- |
| Dr. Simicskó István |                                              | Fidesz-KDNP | 2014 – 2022 | A 2014-es országgyűlési választás eredménye: |
| Dr. Simicskó István | A 2018-as országgyűlési választás eredménye: | Fidesz-KDNP | 2014 – 2022 |                                              |
| Orosz Anna          |                                              | Momentum    | 2022 – 2025 | A 2022-es országgyűlési választás eredménye: |

## Demográfiai profilja
| Iskolai végzettség                | Iskolai végzettség               | Iskolai végzettség | Iskolai végzettség | Iskolai végzettség |
| --------------------------------- | -------------------------------- | ------------------ | ------------------ | ------------------ |
|                                   |                                  |                    |                    | fő                 |
| Általános iskolát nem végezte el  | Általános iskolát nem végezte el |                    | 607                | 607                |
| Általános iskola                  | Általános iskola                 |                    | 4842               | 4842               |
| Szakmunkás                        | Szakmunkás                       |                    | 4504               | 4504               |
| Érettségi                         | Érettségi                        |                    | 27684              | 27684              |
| Diploma                           | Diploma                          |                    | 41984              | 41984              |
| A 2022. évi népszámlálás szerint. |                                  |                    |                    |                    |

A budapesti 2. sz. választókerület lakónépessége 2022. október 1-jén 93 205 fő volt. A 2011-es és a 2022-es népszámlálás között 2344 fővel csökkent a választókerület lakosság száma. A választókerületben a korösszetétel alapján a legtöbben a fiatal felnőttek élnek 30 438 fővel, míg a legkevesebben a gyermekek 13 584 fővel. A választókerület lakosságának a 91,8%-nál van internet elérési lehetőség.
A legmagasabb befejezett iskolai végzettség szerint a diplomával rendelkezők élnek a legtöbben 41 984 fő, utánuk a következő nagy csoport az érettségizettek 27 684 fővel.
Gazdasági aktivitás szerint a lakosság több mint a fele foglalkoztatott 44 812 fő, második legjelentősebb csoport az inaktív keresők, akik főleg nyugdíjasok 15 397 fővel.
A választókerület legjelentősebb nemzetiségi csoportja a német 1419 fő, illetve az ukrán 499 fő. Magyar állampolgársággal nem rendelkező külföldi állampolgárok aránya 5%.
Vallási összetétel szerint a választókerületben lakók legnagyobb vallása a római katolikus (21 953 fő), valamint jelentős közösség még a reformátusok (6326 fő). A vallási közösséghez nem tartozók száma szintén jelentős (14 544 fő), a választókerületben a második legnagyobb csoport a római katolikus vallás után.

## Országgyűlési választások
| Párt                                                                               | Párt                      | Jelölt                 | Szavazatok | %     | ± %  |
| ---------------------------------------------------------------------------------- | ------------------------- | ---------------------- | ---------- | ----- | ---- |
|                                                                                    | Egységben Magyarországért | Orosz Anna             | 27 881     | 51,94 | 3,32 |
|                                                                                    | Fidesz-KDNP               | Dr. Simicskó István    | 21 864     | 40,73 | 1,43 |
|                                                                                    | Mi Hazánk                 | Novák Előd             | 1653       | 3,08  | Új   |
|                                                                                    | MKKP                      | Mendly Miklós          | 1607       | 2,99  | 1,21 |
|                                                                                    | MEMO                      | Szenes Gábor           | 458        | 0,85  | Új   |
|                                                                                    | Normális Párt             | Billein Piroska        | 159        | 0,30  | Új   |
|                                                                                    | Munkáspárt-ISZOMM         | Barabás György         | 56         | 0,10  | 0,35 |
| Megjelent                                                                          | Megjelent                 | Megjelent              | 54 198     | 81,09 | 0,31 |
| Választópolgárok száma                                                             | Választópolgárok száma    | Választópolgárok száma | 66 833     | 100   | 3,61 |
| A Momentum az ellenzéki összefogás részeként elnyeri a körzetet a Fidesz-KDNP-től. |                           |                        |            |       |      |

| Párt                             | Párt                   | Jelölt                   | Szavazatok | %     | ± %  |
| -------------------------------- | ---------------------- | ------------------------ | ---------- | ----- | ---- |
|                                  | Fidesz-KDNP            | Dr. Simicskó István      | 23 403     | 42,16 | 2,62 |
|                                  | DK                     | Gy. Németh Erzsébet      | 22 494     | 40,53 | 3,82 |
|                                  | LMP                    | Kreitler-Sas Máté        | 3384       | 6,1   | 2,52 |
|                                  | Jobbik                 | Dr. Bradócz-Tódor András | 3252       | 5,86  | 2,16 |
|                                  | Momentum               | Bedő Dávid               | 1540       | 2,77  | Új   |
|                                  | MKKP                   | Fischer Roland           | 990        | 1,78  | Új   |
|                                  | Munkáspárt             | Benyovszky Gábor         | 248        | 0,45  | 0,04 |
|                                  | Egyéb pártok           |                          | 195        | 0,35  | 1,04 |
| Megjelent                        | Megjelent              | Megjelent                | 56 006     | 80,78 | 5,57 |
| Választópolgárok száma           | Választópolgárok száma | Választópolgárok száma   | 69 335     | 100   | 3,65 |
| A Fidesz-KDNP tartja a körzetet. |                        |                          |            |       |      |

| Párt                                | Párt                   | Jelölt                 | Szavazatok | %     |
| ----------------------------------- | ---------------------- | ---------------------- | ---------- | ----- |
|                                     | Fidesz-KDNP            | Dr. Simicskó István    | 23 963     | 44,78 |
|                                     | Összefogás             | Dr. Józsa István       | 19 643     | 36,71 |
|                                     | LMP                    | Csárdi Antal           | 4615       | 8,62  |
|                                     | Jobbik                 | Novák Előd             | 4291       | 8,02  |
|                                     | Munkáspárt             | Benyovszky Gábor       | 262        | 0,49  |
|                                     | Egyéb pártok           |                        | 741        | 1,39  |
| Megjelent                           | Megjelent              | Megjelent              | 54 118     | 75,21 |
| Választópolgárok száma              | Választópolgárok száma | Választópolgárok száma | 71 957     | 100   |
| A Fidesz-KDNP nyeri meg a körzetet. |                        |                        |            |       |

## Ellenzéki előválasztás – 2021
| Frakció                          | Frakció         | Jelölő szervezetek             | Jelölt              | Szavazatok | %     |
| -------------------------------- | --------------- | ------------------------------ | ------------------- | ---------- | ----- |
|                                  | Momentum        | Momentum, MSZP, Párbeszéd, MMM | Orosz Anna          | 8445       | 68,96 |
|                                  | DK              | DK, Liberálisok, Jobbik, LMP   | Gy. Németh Erzsébet | 3801       | 31,04 |
| Összes szavazat                  | Összes szavazat | Összes szavazat                | Összes szavazat     | 12 246     | 100   |
| Orosz Anna nyeri meg a körzetet. |                 |                                |                     |            |       |